# Torneo de Róterdam 2022
El ABN AMRO World Tennis Tournament 2022 fue un evento de tenis profesional de la categoría ATP 500 que se jugó en pistas duras. Se trató de la 49.a edición del torneo que forma parte del ATP Tour 2022. Se disputó en Róterdam, Países Bajos del 7 al 13 de febrero de 2022 en el Ahoy Rotterdam.

## Distribución de puntos
| Modalidad            | Campeón | Finalista | Semifinales | Cuartos de final | 2.ª ronda | 1.ª ronda | Clasificados | 2.ª ronda de clasificación | 1.ª ronda de clasificación |
| Individual masculino | 500     | 330       | 200         | 100              | 50        | 0         | 25           | 13                         | 0                          |
| Dobles masculino     | 500     | 300       | 180         | 90               | –         | –         | 45           | 25                         | 0                          |

## Cabezas de serie

### Individuales masculino
| Tenista               | Ranking | Preclasificado |
| Stefanos Tsitsipas    | 4       | 1              |
| Andrey Rublev         | 7       | 2              |
| Félix Auger-Aliassime | 9       | 3              |
| Hubert Hurkacz        | 11      | 4              |
| Denis Shapovalov      | 12      | 5              |
| Cameron Norrie        | 13      | 6              |
| Aslán Karatsev        | 15      | 7              |
| Nikoloz Basilashvili  | 21      | 8              |

- Ranking del 31 de enero de 2022.[2]

### Dobles masculino
| Tenistas                     | Ranking | Preclasificado |
| Nikola Mektić Mate Pavić     | 3       | 1              |
| Ivan Dodig Marcelo Melo      | 38      | 2              |
| Nicolas Mahut Fabrice Martin | 38      | 3              |
| Wesley Koolhof Neal Skupski  | 41      | 4              |

## Campeones

### Individual masculino
Félix Auger-Aliassime venció a  Stefanos Tsitsipas por 6-4, 6-2

### Dobles masculino
Robin Haase /  Matwé Middelkoop vencieron a  Lloyd Harris /  Tim Puetz por 4-6, 7-6(7-5), [10-5]